# Podomyrma silvicola
Podomyrma silvicola é uma espécie de formiga do gênero Podomyrma, pertencente à subfamília Myrmicinae.